# Rådighetsinskränkning
Rådighetsinskränkning innebär att möjligheten att nyttja en fastighet begränsas.
Detta kan avse särskilda nyttjanderätter som exempelvis ledningsrätt eller vägrätt. Det kan även vara fråga om att en del av fastigheten tas i anspråk för visst ändamål. Rådighetsinskränkning är en form av markåtkomst, och vid rådighetsinskränkning skall intrångsersättning betalas.